# شیمازو تویوهیسا
شیمازو تویوهیسا (به ژاپنی: 島津 豊久 Shimazu Toyohisa)؛(ژوئیه ۱۵۷۰ – ۲۱ اکتبر ۱۶۰۰) یک سامورایی اهل ژاپن بود. پسر شیمازو ایه‌هیسا و برادرزادهٔ شیمازو یوشی‌هیرو بود.
در میدان جنگ برای اینکه بتواند عمو و رهبر خاندان شیمازو، شیمازو یوشی‌هیرو را سالم به ولایت ساتسوما بازگرداند. با فدا کردن جان خود او را از میدان جنگ نجات داد.